# Silpha tyrolensis
Silpha tyrolensis é uma espécie de insetos coleópteros polífagos pertencente à família Silphidae.
A autoridade científica da espécie é Laicharting, tendo sido descrita no ano de 1781.
Trata-se de uma espécie presente no território português.